# Cuộc nổi loạn của Ninh vương
Loạn Ninh vương (chữ Hán: 寧王之亂, Ninh vương chi loạn), sau xưng là loạn Chu Thần Hào (朱宸濠之乱) hoặc loạn Thần Hào (宸濠之乱), chỉ về sự kiện diễn ra vào năm thứ 14 thời Chính Đức nhà Minh (1519), do Ninh vương Chu Thần Hào phát động binh biến tại Nam Xương chống lại triều đình ở Bắc Kinh, chiến sự chủ yếu diễn ra ở bắc bộ Giang Tây và tây nam Trực Lệ. Chỉ mất hơn 1 tháng, Tuần phủ Nam Cám Vương Thủ Nhân (hay Vương Dương Minh) cùng Thái thủ Cát An Ngũ Văn Định đã dẹp yên được cuộc nổi loạn này.

## Bối cảnh
Cao tổ phụ của Chu Thần Hào là Ninh Hiến vương Chu Quyền, Hoàng tử thứ 17 của Minh Thái Tổ Chu Nguyên Chương, vua khai quốc nhà Minh. Trong Sự kiện Tĩnh Nan, Chu Quyền là một trong số các Phiên vương có thực lực mạnh nhất. Khi đó ông bị tứ huynh là Yên vương Chu Đệ bức hiếp phải theo mình chống lại Minh Huệ Đế. Chu Đệ từng hứa khi đoạt được thiên hạ thì hai người sẽ cùng hưởng phú quý. Tuy nhiên sau khi lên ngôi và trở thành Hoàng đế Vĩnh Lạc, Chu Đệ đã nuốt lời hứa, đoạt đi binh quyền của Ninh vương. Đất phong của Chu Quyền là Đại Ninh là nơi hiểm yếu, nên từng muốn được đóng ở đất Tô, Hàng nhưng Vĩnh Lạc ra sức cự tuyệt, rồi đem ông ta dời đến đất Nam Xương, Giang Tây. Sau này Ninh vương còn bị người ta vu hãm là dùng tà thuật, nhục mạ Hoàng đế... nhiều lần bị trách phạt thậm chí giam cầm và tước binh quyền, thế lực của Ninh vương suy yếu. Dòng dõi Ninh vương từ đó ngầm sinh oán hận đối với dòng dõi Hoàng thất.
Năm Hoằng Trị thứ 12 (1499), Chu Thần Hào kế thừa Vương vị từ phụ thân là Chu Cận Quân, có đám phương sĩ nói nịnh rằng Thần Hào có thiên mệnh, mà đất Nam Xương phong thủy tốt lành, phía đông nam thành có khí thiên tử. Vào năm 1505, Minh Hiếu Tông Hoằng Trị Đế băng hà, Thái tử Chu Hậu Chiếu kế vị ngai vàng, tức Hoàng đế Minh Vũ Tông Chính Đức Đế. Tân Hoàng đế còn ít tuổi mà đã ăn chơi sa đọa, lại mắc bệnh không thể có con. Thần Hào do đó càng câu kết tả hữu, ngầm nuôi chí khác. Bọn thân tín bên cạnh Hoàng đế được Thần Hào mua chuộc, nhiều lần nói tốt cho ông ta trước mặt Hoàng đế.
Năm 1507, Ninh vương hối lộ cho viên thái giám Lưu Cẩn đang nắm quyền trong triều, ý đồ khôi phục binh mã hộ vệ cho Ninh phiên. Mặc cho sự phản đối từ bộ Binh, Lưu Cẩn vẫn giả truyền thánh ý, chấp nhận thỉnh cầu của Thần Hào. Sau này Lưu Cẩn bị giết, hộ vệ lại bị giải giáp. Thần Hào bèn chuyển sang câu kết với những sủng thần mới của Hoàng đế là Tiền Ninh, Tang Hiền, và Thượng thư bộ Binh nhiệm kì mới là Lục Hoàn... muốn khôi phục được số hộ vệ. Đại học sĩ Phí Hoành ra sức can ngăn, nhưng triều đình không theo. Thần Hào sau khi có quân đội, thì giết Đô chỉ huy Đái Tuyên, đuổi Bố chánh sứ Trịnh Nhạc, Ngự sử Phạm Lộ, giam tri phủ Trịnh Thổ Hiến. Lại chiêu mộ thêm binh sĩ từ những sơn tặc, tội phạm, đoạt tài sản của người dân, cướp con gái nhà lành, tự tiện bắt bớ quan lại và bá tánh vô tội,... quan Hữu tư ở triều đình biết việc mà không dám hỏi. Ninh vương lại cùng với thủ hạ Lý Sĩ Thực, Lưu Dưỡng Chánh, Vương Xuân, Lưu Cát, Vạn Duệ cùng nhau mật mưu khởi binh. Mùa xuân năm 1516, Thần Hào vận động Tiền Ninh tấu lên Hoàng đế để đưa con trai cả của mình đến Bắc Kinh, âm mưu tranh vị Thái tử (vì Chính Đức không có con), song cuối cùng âm mưu này thất bại. Trong suốt thời gian này, Ninh vương tự coi mình không khác gì Hoàng đế, quân đội Vương phủ là cấm quân và mệnh lệnh của ông ta là thánh chỉ. Ninh vương còn bắt các quan viên địa phương phải mặc triều phục khi đến yết kiến mình. Đến tháng 3 năm 1517, ông lại tự ý chế tạo Phật Lang cơ súng

## Diễn biến

### Ninh vương khởi binh

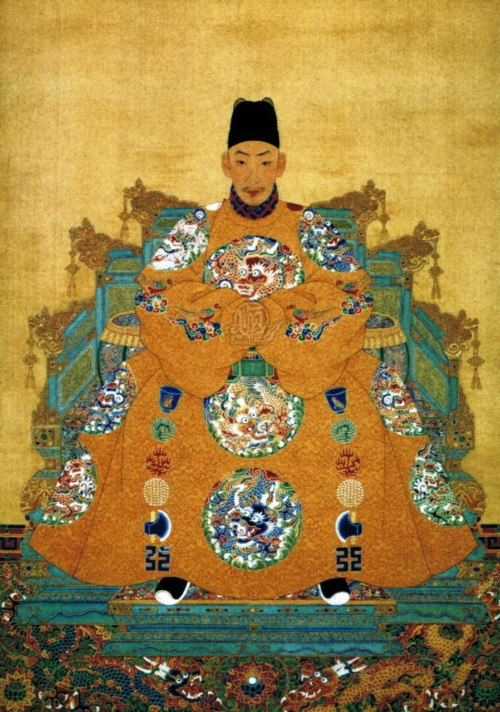
Minh Vũ Tông Chính Đức Hoàng đế (1491 - 1521)

Năm Chính Đức thứ 14 (1519), Thái giam Trương Trung, Ngự sử Tiêu Hoài cùng cáo phát những việc làm của Ninh vương. Theo lời Đại học sĩ Dương Đình Hòa, Chính Đức Đế sai người mang thánh chỉ lệnh giải giáp binh sĩ hộ vệ, lệnh Thần Hào trả lại ruộng đất đã chiếm của người dân. Biết không thể che giấu triều đình được nữa, Ninh vương quyết chí khởi binh tạo phản vào ngày 10 tháng 7 (tức 14 tháng 6 theo ÂL). Ông ta tuyên bố Chính Đức Đế chỉ là một đứa bé không rõ lai lịch, không phải là Phượng Tử Long Tôn, mà năm xưa Hoằng Trị Đế lỡ nghe theo lời Lý Nghiễm mà đón vào cung nuôi mà gây ra sai lầm, nay mình nhận được mật chỉ của Thái hậu bảo vào triều giám quốc, diệt trừ gian thần. Tuần phủ Giang Tây Tôn Toại và Án sát sứ Hứa Quỳ đòi đưa mật chỉ ra, Thần Hào không trả lời được. Tôn Toại mắng Thần Hào là kẻ nghịch thần và sau đó bị xử tử cùng với những quan viên trung thành khác. Chu Thần Hào tuyên bố bác bỏ niên hiệu Chính Đức, tập trung binh lực xưng là 10 vạn người, phát truyền hịch chỉ trích triều đình ra khắp nơi. Rồi dẫn binh công chiếm Nam Khang, Cửu Giang; quan viên các nơi này đều nhanh chóng bỏ thành mà chạy. Thần Hào hừng hực khí thế chuẩn bị tiến vào Nam Kinh để làm bàn đạp đánh lên phía bắc.

### Vương Thủ Nhân bình loạn

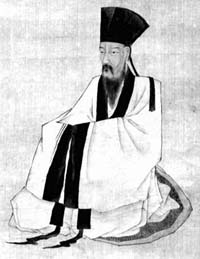
Nhà đại Nho thời Minh Vương Thủ Nhân (1472-1528), hay Vương Dương Minh sau khi lập công bình định Ninh vương được tấn phong Tân Kiến bá, dưới triều Long Khánh truy phong tước Hầu.

Tin tức biến loạn đến chỗ của Tuần phủ Nam Cám, Thiêm Đô ngự sử Viện Vương Thủ Nhân và Tri phủ Cát An Ngũ Văn Định. Hai ông liền truyền hịch đến các quận huyện, hưởng ứng Cần vương. Vương Thủ Nhân dùng kế đánh lừa Chu Thần Hào, ông làm giả mật chỉ điều động binh lính từ Bắc Kinh nam hạ, cố tình để cho Ninh vương bắt được mật chỉ đó, làm nội bộ quân Ninh hoang mang vì tưởng rằng quân triều đình đã biết trước mọi hành động của mình và chuẩn bị trước hết rồi. Thần Hào lo sợ do dự không dám tiến nữa, quân triều đình nhân thời gian đó củng cố binh lực. Quân triều đình chia nhau phản công: Hứa Thái, Tức Vĩnh phân 4 vạn quân tiến từ Phượng Dương; Lưu Huy, Quới Dụng đem 4 vạn quân tiến từ Hoài Thủy. Vương Thủ Nhân dẫn quân 2 vạn, bọn Dương Đán dẫn quân 8 vạn, bọn Trần Kim lĩnh binh 6 vạn chia đường mà tiến, cùng nhau giáp công Nam Xương. Mặt khác, để làm chia rẽ nội bộ Thần Hào, Vương Thủ Nhân làm tờ trình về nói nhận được mật thư xin hàng và làm nội ứng của mưu sĩ của Thần Hào là bọn Lý Sĩ Thực, Lưu Dưỡng Chánh đồng thời lại viết những bức thư trả lời dặn dò cách xử sự ra sao nhằm chia rẽ nội bộ quân phản loạn.
Sau khi phát hiện mình bị trúng kế, Chu Thần Hào tức giận, để Chúc Tông Chi và Vạn Duệ giữ 1 vạn binh thủ Nam Xương, sai người dụ hàng An Khánh, Cát An nhưng không được; bèn đích thân dẫn 6 vạn quân tấn công An Khánh (23 tháng 7), nói phao là 10 vạn quân. Ninh vương lấy Lưu Cát làm Giám quân, Vương Quân Tham tán quân vụ, Chỉ huy Cát Giang làm Ngụy Đô đốc, phân quân ra 5 nhóm, 140 đội phân. Tri phủ An Khánh là Trương Văn Cấm và Đô chỉ huy Dương Duệ, Chỉ huy sứ Thôi Văn cùng nhau chống giữ thành trì, cản bước tiến của quân Ninh.
Vương Thủ Nhân nhận thấy hậu phương của quân Ninh bỏ trống, nên vào ngày 13 tháng 8 (20 tháng 7 ÂL) liền dẫn quân thẳng đến Nam Xương. Nhận được tin báo, Ninh vương do dự không biết quyết định ra sao, có mưu sĩ khuyên ông ta bỏ Nam Xương mà đánh thẳng Nam Kinh, tuy nhiên Ninh vương lại quyết định quay về cứu Nam Xương. Vương Thủ Nhân lập tức bố trí quân mai phục ở Hồ Bà Dương, chuẩn bị quyết chiến với phản quân.
Ngày 18 tháng 8, hai quân giao chiến ở Hoàng Gia Độ, quân triều đình giả thua bỏ chạy về phía bắc, tiên phong của quân Ninh vội vàng truy kích không đợi hậu quân tiếp ứng, nên khi gặp phải quân Minh mai phục, thì không thể nào chống nổi, phải lui về Bảo Bát Tự. Ninh vương thấy hình thế bất lợi, điều quân Cửu Giang và Nam Khang tăng viện, lại hậu thưởng dũng sĩ, ý đồ đánh một trận sống chết. Ở lần giao chiến thứ hai trên hồ, Vương Thủ Nhân và Ngũ Văn Định bắt được hơn 2000 phản quân, còn số tử trận nhiều vô kể; phó hạm của Chu Thần Hào cũng bị đại pháo bắn hạ. Ninh vương bại liền hai trận, phải lui về thuyền. Rạng sáng sớm ngày 20 tháng 8, Vương Thủ Nhân sai dùng những mũi tên lửa bắn vào hạm đội thuyền của quân Ninh, lửa theo chiều gió mà đốt cháy chiến hạm. Theo ước tính của Vương Thủ Nhân, thì quân Ninh phiên bị giết hoặc nhảy xuống nước chết đuối là hơn 3 vạn người, số bị bắt sống là 3000, trong đó có cả đám thê thiếp của Chu Thần Hào. Cha con Chu Thần Hào cùng bọn Lý Sĩ Thực, Lưu Dưỡng Chánh, Vương Luân cũng bị bắt, đám tàn quân bị tiêu diệt hoàn toàn vào hai ngày sau đó. Loạn Ninh vương kết thúc, trước sau chỉ được có 43 ngày.

### Chính Đức thân chinh
Tin tức Ninh vương khởi loạn truyền đến Bắc Kinh vào ngày 7 tháng 8, Minh Vũ Tông Chính Đức Đế trong một hành động kì quặc hiếm có trong lịch sử, đã tự phong cho mình là Phụng thiên chinh thảo Uy Vũ Đại tướng quân Trấn quốc công, dẫn quân nam hạ thân chinh. Ngày 15 tháng 9, khi Uy Vũ Đại tướng quân tới Trác Châu (nay thuộc địa cấp thị Bảo Định, Hà Bắc, Trung Quốc) thì được tin Thần Hào đã bị bắt, và Vương Thủ Nhân cũng thỉnh cầu Chính Đức đưa đại binh về vì sợ bọn giặc cướp và dư đảng của Thần Hào sẽ thừa cơ ám sát nhà vua. Chính Đức tuy nhiên không nghe theo, vẫn cứ tiếp tục cuộc nam chinh của mình. Bấy giờ có người như Trương Tung, Giang Bân muốn lấy lòng Chính Đức Đế mà kiến nghị thả Chu Thần Hào ra hồ Bà Dương, rồi Hoàng đế sẽ tự đem quân đến bắt lại, để tỏ rõ uy thế của mình, nhưng Hoàng đế cuối cùng không làm như vậy.
Tháng 1 năm 1520, Chu Thần Hào bị áp giải đến Nam Kinh. Tất cả đồng minh của ông ta, bao gồm cả Tiền Ninh và Lục Hoàn, đều bị xử lăng trì, nhưng Thần Hào vì cớ là Hoàng thân quốc thích nên chỉ bị giam lại chứ chưa giết.
Chính Đức vì mải mê du ngoạn Giang Nam, vào tháng 9 năm đó trong một lần du thuyền lúc say rượu đã bị ngã xuống nước, rất may binh lính cứu được; tuy nhiên sức khỏe bị tổn hại trầm trọng, mới hạ lệnh ban sư về triều. Ngày 13 tháng 1 năm 1521, Hoàng đế tại Thông Châu hạ lệnh cho Chu Thần Hào phải tự tử, đốt đi thi thể của hắn đồng thời phế trừ Ninh phiên.. Chỉ ba tháng sau đó, Chính Đức Hoàng đế băng hà ở Báo phòng, không có con trai kế vị.

## Trong văn hóa đại chúng
Loạn Chu Thần Hào được tái hiện trong phim cổ trang Hong Kong Tứ đại tài tử năm 2000, với nhiều tình tiết hư cấu không đúng với lịch sử.

## Các tác phẩm văn học liên quan
- 《 Vũ Tông bí sử》 của Tề Tần Dã Nhân đời Thanh
- 《 Bách Hoa châu》 của Cao Dương
- 《 Linh Kiếm》 của Trịnh Phong